# Silvestro Milani
Silvestro Milani (Treviolo, 25 febbraio 1958) è un ex ciclista su strada e pistard italiano.
Professionista dal 1982 al 1987, conta la vittoria di una tappa al Giro d'Italia.

## Carriera
Da dilettante fu campione italiano nell'inseguimento a squadre nel 1977 e nel 1978 e nella corsa a punti nel 1977; fu terzo ai mondiali del 1979 e quarto alle Olimpiadi di Mosca 1980 nell'inseguimento a squadre. I principali successi da professionista furono una tappa al Giro d'Italia 1982 e una tappa al Tour de Romandie nel 1985.

## Palmarès

### Strada
- 1975 (dilettanti)

Trofeo Comune di Capergnanica
- 1978 (dilettanti)

Coppa Stignani
Trofeo Raffaele Marcoli
Coppa Colli Briantei
Gran Premio Nonno Balestri
Settimana Internazionale della Brianza
- 1979 (dilettanti)

G.P. Automiani della Brianza
Montecarlo-Alassio
Giro delle Tre Province - Limito di Pioltello
2ª tappa, 2ª semitappa Settimana Ciclistica Bergamasca (Scanzorosciate > Scanzorosciate)
- 1980 (dilettanti)

Coppa San Geo
Circuito del Porto-Trofeo Internazionale Arvedi
- 1981 (dilettanti)

Trofeo Raffaele Marcoli
Coppa Mobilio Ponsacco
Coppa Colli Briantei
- 1982 (Hoonved-Bottecchia, una vittoria)

15ª tappa Giro d'Italia (Urbino > Comacchio)
- 1985 (Malvor-Bottecchia, una vittoria)

5ª tappa, 2ª semitappa Tour de Romandie (Nyon > Ginevra)

### Pista
- 1977

Campionati italiani, Inseguimento a squadre dilettanti
Campionati italiani, Inseguimento individuale a punti dilettanti
- 1978

Campionati italiani, Inseguimento a squadre dilettanti

## Piazzamenti

### Grandi Giri
- Giro d'Italia

1982: 105º
1984: ritirato
1985: 114º
1986: 133º
- Tour de France

1982: ritirato (9ª tappa)

### Classiche monumento
- Milano-Sanremo

1983: 113º
1985: 121º
- Liegi-Bastogne-Liegi

1984: 44º

### Competizioni mondiali
- Mondiali su strada

Praga 1981 - Cronosquadre: 5º
- Mondiali su pista

Amsterdam 1979 - Inseguimento a squadre: 3º
- Giochi olimpici

Mosca 1980 - Inseguimento a squadre: 4º